# II. Chilperich frank király
II. Chilperich (672 – 721. február 13.) frank király 715-től haláláig.
II. Childerich fiaként született. Édesapja halála után (673) rokonai kolostorba zárták, ahol Dániel apát néven élt visszavonultságban. Amikor III. Dagobert 715-ben meghalt, a neusztriak királlyá választották. 716-ban Ratbod-dal, a frizek hercegével szövetségre lépett Martell Károly, Ausztrázia majordomusa ellen, aki azonban őt háromszor legyőzte. A Soissons melletti (719) újabb veresége után Chilperich Eudo, Aquitania hercegéhez menekült, de IV. Chlothar halála után (719) Martell Károly legalább árnyék-királynak elismerte.